# Eilandsraadverkiezingen Curaçao 1951
De 21 zetels in de Eilandsraad werden gekozen door middel van het systeem van evenredige vertegenwoordiging.
| Partij | 1951   |
| Partij | zetels |
| ------ | ------ |
| PNP    | 9      |
| DP     | 8      |
| KVP    | 3      |
| COP    | 1      |
| Totaal | 21     |